# Wellman-Lord-Verfahren
Das Wellman-Lord-Verfahren ist ein regeneratives Verfahren zur Rauchgasentschwefelung. Neben den Kalkwaschverfahren hat dieses Verfahren Bedeutung insbesondere an Raffineriestandorten behalten.
Die Rauchgase werden bei diesem Verfahren in einem Abgaswäscher durch eine Waschflüssigkeit aus Natriumsulfitlösung (Na2SO3) geleitet. Dort reagiert das Schwefeldioxid (SO2) aus dem Rauchgas mit dem Natriumsulfit zu Natriumhydrogensulfit.
{\displaystyle \mathrm {Na_{2}SO_{3}+SO_{2}+H_{2}O\rightleftharpoons 2\ NaHSO_{3}} }
Die Waschlauge wird im Regenerator durch Erwärmung vom Schwefeldioxid befreit. Die zurückbleibende Natriumsulfitlösung wird anschließend wieder in den Wäscher (Absorber) zurückgeführt (Kreislaufverfahren).
Aus dem konzentrierten Schwefeldioxidgas kann reiner Schwefel gewonnen werden. Hierbei werden zwei Drittel des Schwefeldioxid mit Synthesegas (hergestellt durch partielle Oxidation von Erdgas) in einem Hydrierreaktor zu Schwefelwasserstoff (H2S) reduziert. Der Schwefelwasserstoff wird mit dem restlichen Schwefeldioxid zusammengeführt und anschließend in drei katalytischen Stufen (siehe Claus-Prozess) zu Schwefel umgesetzt. Dieses Verfahren ist in solchen Betrieben sinnvoll, die keinen oder zu wenig Schwefelwasserstoff aus anderen Quellen zur Verfügung haben (reine Kraftwerke). Raffinerien haben genügend Schwefelwasserstoff aus den Hydrodesulfurierungs-Anlagen. Der teure Reduktionsschritt kann hier entfallen.